# Stewie mata a Lois
Stewie Kills Lois y Lois Kills Stewie (Stewie asesina a Lois y Lois asesina a Stewie en España e Hispanoamérica) es un episodio de la serie Padre de familia dividido en dos partes siendo el cuarto y quinto respectivamente de la sexta temporada emitidos a través de FOX los días 4 y 11 de noviembre de 2007. 
En la primera entrega, Lois recibe por su cumpleaños un regalo especial por parte de Brian: un crucero e invita a Peter a pasar un viaje romántico que acaba siendo un desastre por culpa de su marido. Momentos después aparece Stewie tras abordar el crucero y aprovecha que está sola para matarla, sin embargo en la segunda parte se desvela que sobrevivió y descubre que su hijo no es tan benévolo como creía por lo que pretende detenerle antes de que se haga con el control mundial.
El primer episodio fue escrito por David A Goodman y dirigido por John Holmquist, y a su vez la continuación del mismo por Steve Callaghan y Greg Colton respectivamente. Ambos capítulos obtuvieron críticas positivas por las tramas entrelazadas y referencias culturales. Como artistas invitados prestan sus voces a sus respectivos personajes: Patrick Stewart, Paula Abdul, Randy Jackson y Simon Cowell.

## Argumento

### Episodio 100
Exceptuando los episodios Blue Harvest y los tres que formaron Stewie Griffin: La historia jamás contada, el primer capítulo cuenta como el centésimo a lo largo de la serie.
Como presentación del mismo se hizo un programa especial recopilatorio con los mejores momentos de la serie presentado por Seth MacFarlane, el cual entrevista a gente anónima que lanza críticas negativas contra la serie. Este segmento aparece dentro de los contenidos adicionales del DVD de la séptima temporada (para España e Hispanoamérica).

### Primera parte
En el cumpleaños de Lois, Brian (con intención de ir con ella) le regala dos pasajes para un crucero e invita a Peter para malestar tanto del propio Brian como de Stewie, este último al no poder ir. Mientras están de viaje, Stewie diseña un plan para vengarse de su madre, sin embargo Brian le hace reconocer que su odio hacía Lois no son más que palabrerías, no obstante decide seguir adelante. Por otro lado Peter empieza a avergonzar a Lois tras destapar su pasado íntimo como recuerdo de su matrimonio y ambos terminan discutiendo. Enfadada Lois se dirige a cubierta para descansar lejos de su marido hasta que atónita descubre que Stewie se encuentra en el crucero y aprovecha el momento para matarla con un arma de fuego hasta que cae por la borda. Una semana después, Joe informa a un preocupado Peter de que la búsqueda de su mujer ha sido cancelada al no haber encontrado el cuerpo por lo que debe aceptar la muerte de su esposa. 
Un año después Peter y la familia han conseguido pasar página, sin embargo Stewie cae en un lapsus al confesar que la muerte de Lois no fue un accidente tal como todos creen. Perturbado por tal revelación, Brian jura buscar pruebas que demuestren que Stewie estuvo en el momento exacto de producirse la "desaparición" de Lois, por lo que Stewie decide deshacerse de "sus recuerdos" de aquel día y consigue inculpar a Peter después de que Cleveland, Joe y Quagmire empezasen a sospechar de este tras haber contratado un seguro de vida para su mujer antes de su muerte.
Tras encontrar el arma detienen a Peter como único sospechoso del asesinato de Lois siendo sentenciado a cadena perpetua sin posibilidad de obtener la condicional hasta que la misma Lois reaparece dentro del tribunal revelando el verdadero culpable del intento de asesinato para sorpresa de todos los presentes, entre los que se incluye Stewie.

### Segunda parte
Tras explicarle a su familia de que Stewie intentó matarla, Lois insiste en la maldad de su hijo y les cuenta como sobrevivió gracias a un sireno aunque sin recordar nada de su vida al desarrollar amnesia. Tras vagar desorientada a un campamento infantil en Carolina del Norte empezó una relación con un joven que resultó ser un neonazi. Después de ser agredida con una botella finalmente recupera la memoria y regresó rauda a Quahog.
Stewie por su parte aprovecha el momento para huir. A partir de ese momento empieza una orden de búsqueda y captura contra él. Sin embargo los Griffin se llevan otra sorpresa: Stewie se ha escondido en casa y retiene a la familia como rehenes. Finalmente decide atarles de pies y manos y secuestra a Brian para que le lleve hasta la sede de la CIA desde donde tiene acceso a la red mundial tras hackear el ordenador principal.
Tras liberarse y ser consciente de las draconianas leyes de Stewie, Lois decide ir a Washington D. C. y enfrentarse a su propio hijo en una larga batalla en la que está a punto de matar a este, sin embargo el amor maternal le inhibe de hacerlo y Stewie aprovecha para desarmarla y matarla hasta que Peter en el último momento evita el fatídico desenlace. Al ver el cuerpo sin vida de su hijo, ambos se marchan de la Sala Oval devastados por haber tenido que llegar a ese límite.

### Final
Sin embargo todo resulta ser una simulación por ordenador en la que Stewie, vivo, contempla los acontecimientos y reconoce ante Brian que "todavía no está listo para matar a Lois y hacerse con el mundo". Posteriormente Brian entra en su habitación y le comenta que en una metareferencia que si alguien viera la simulación de principio a fin para descubrir que todo ha sido un sueño podría sentirse engañado e indignado aunque Stewie se defiende argumentando que al menos no ha terminado como el final de Los Soprano dejando el "final en blanco".

## Producción
Ambos episodios [el primero y el segundo] fueron dirigidos por John Homquist y Greg Colton respectivamente y escritos, cada uno, por David A. Goodman y Steve Callaghan.
Los capítulos aparecen incluidos en la quinta edición del DVD, el cual salió a la venta en Estados Unidos y Canadá el 21 de octubre de 2008 (cinco meses después de su estreno en televisión). El DVD incluye como extras un making of del episodio y comentarios de audio junto escenas indultadas.
Ambas emisiones tuvieron lugar poco antes del inicio de la huelga de guionistas de 2007-08 siendo estos los dos últimos episodios de la temporada en emitirse tras el inicio. En noviembre de 2007, MacFarlane declaró para Variety que decidió unirse a la huelga y se negó a producir más episodios. Un portavoz de la FOX comentó que "[MacFarlane] tenía una obligación y albergaba esperanzas de que volviese al trabajo". Sin embargo la cadena decidió emitir dos episodios ya programados sin el consentimiento del productor. El 12 de febrero de 2008 finalizó la huelga y la emisión de la serie volvió a la normalidad.